# Těťuši
Těťuši (rusky Тетюши, tatarsky Тәтеш) je město na jihu Tatarstánu v Ruské federaci. Při sčítání lidu v roce 2010 mělo 11 596 obyvatel.

## Poloha
Těťuši leží na pravém, západním břehu Kujbyševské přehrady na Volze. Od Kazaně, hlavního města republiky, je Těťuši vzdáleno přibližně 180 kilometrů na jih.

### Doprava
Nejbližší železniční stanice je 45 kilometrů na západ v Buinsku na trati Svijažsk–Uljanovsk–Syzraň–Saratov.

## Dějiny
Obec vznikla v 16. století původně jako strážnice se jménem Těťušskaja zastava (Тетюшская застава).
Městem je od roku 1781, kdy dostala také současné jméno.